# Ляшенко, Лука Иванович
Лука Иванович Ляшенко (укр. Лука Іванович Ляшенко; 12 ноября 1898, Житное (ныне Сумской области, Украины) — 1 декабря 1976, Киев) — украинский советский писатель, сценарист, кинорежиссёр, актёр.

## Биография
Выпускник Киевского музыкально-драматического института им. Н. В. Лысенко (1930).
В 1928—1932 годах работал на Одесской и Киевской киностудиях. В 1935 был репрессирован (повторно репрессирован в 1946).
Реабилитирован в 1955 году.

## Творчество
Автор книг для детей и юношества, в том числе: сборников рассказов и повестей «В заметах» (1930), «Оповідання» (1932), «За екраном» (1961), «Панас Горнятко» (1962), «Блискавиця темної ночі» (1965, про Г. Сковороду), «Льодяний музикант» (1966), «Дивосил» (1970) и др. В рукописи остались автобиографическая повесть «Шість хлопців і сьомий Лука».
Автор сценариев и режиссёр-постановщик кинофильмов: «В сугробах» (1929), «Штурм земли» (1930), «Степной цвет» (1931) и «Волчьи тропы» (1931, в соавт.).
В кино дебютировал в 1929, как сценарист в фильме «В сугробах». Был режиссёром на Киевской студии имени А. Довженко.

## Роли в кино
Снимал у Александра Довженко.
- 1929 — Шкурник — начальник заградительного отряда и командир партизан
- 1930 — Хлеб — демобилизованный красноармеец
- 1930 — Земля — молодой кулак
- 1931 — Степной цвет — эпизод
- 1934 — Последний порт — Андрей Журба, матрос из Прилук
- 1936 — Трое с одной улицы — грузчик Антон
- 1938 — Победа — Фомин
- 1939 — Щорс — Северин Черняк, командир / дед Чиж
- 1939 — Шёл солдат с фронта — Зиновий Петрович
- 1940 — Дружба — директор МТС
- 1959 — Григорий Сковорода — крепостной (нет в титрах)